# Renaissance Air
Renaissance Air es una aerolínea chárter con base en Adelaida, Australia Meridional,  Australia. Es una compañía chárter especializada en vuelos chárter ejecutivos entre la capital del estado del Sur de Australia a destinos rurales/regionales de Australia. La compañía fue fundada y comenzó a operar con su mismo esquema de negocio en 2008. Su base de operaciones principal es el Aeropuerto de Parafield (YPPF).

## Destinos
Renaissance Air opera vuelos chárter regularmente a los siguientes destinos domésticos: Whyalla, Isla Kangaroo, Wudinna, Port Lincoln y otras poblaciones y comunidades vecinas al Sur de Australia.

## Flota
La flota de Renaissance Air incluye las siguientes aeronaves (en julio de 2009):
- 1 Beech 18
  - VH-FIE
- 1 Beechcraft Baron Presurizado
  - VH-BLT
- 1 Beechcraft Bonanza
  - VH-DGD

y a través de su compañía hermanada Adelaide Warbirds
- 1 Nanchang CJ-6
  - VH-NNJ